# Родионово (Нижегородская область)
Родионово — деревня в составе Глуховского сельсовета в Воскресенском районе Нижегородской области.

## География
Находится в левобережье Ветлуги на расстоянии примерно 4 километра по прямой на северо-восток от районного центра поселка  Воскресенское.

## История
Деревня известна с XIX века. Входила в Макарьевский уезд Нижегородской губернии. Последний владелец А.Н.Немчинова. В 1859 году было 26 дворов и 113 жителей. В 1911 году учтен 21 двор, в 1925 году 112 жителей.

## Население
Постоянное население составляло 60 человек (русские 98%) в 2002 году, 45 в 2010 году .